# MIT OpenCourseWare
MIT OpenCourseWare (MIT OCW) est une initiative du Massachusetts Institute of Technology (MIT) visant à publier en ligne tous les supports pédagogiques de leurs cours d'enseignement supérieur et de doctorat, librement et ouvertement accessibles à tous, n'importe où. Le projet a été annoncé le 4 avril 2001  sous la licence Creative Commons Attribution-NonCommercial-ShareAlike. L'initiative a inspiré un certain nombre d'autres institutions à rendre leurs supports de cours disponibles sous forme de ressources pédagogiques ouvertes.

## Projet
Le MIT OpenCourseWare fait partie du MIT Open Learning du Massachusetts Institute of Technology.